# 柳琦諪
柳 琦諪（ユ・ギジョン、朝鮮語: 유기정、1922年1月6日 - 2010年1月4日）は、大韓民国の実業家、政治家。第8・9・10代韓国国会議員。本貫は全州柳氏。号は石史（ソクサ、석사）。リュ・ギジョン（漢字同、류기정）という表記も見られる。
元国会議員の柳青は従兄、元東海パルプ社長、元芸能プロデューサーで金大中の大統領公報秘書官であった柳勲根は従甥、歌手のキム・サンヒはその妻、元検察総長の鄭銶永は従姪の夫。

## 経歴
日本統治時代の全羅北道全州府に生まれた。全州工業学校（現・全州工業高等学校）を経て、国民大学校経済学科卒業。
韓国最初のカラー印刷を導入した三和印刷・三和出版社の会長、大韓印刷工業協同組合連合会長、大韓出版文化協会理事、大韓ソウル商工会議所常任委員、ソウル家庭裁判所調整委員などを務めた。1971年の第8代総選挙に民主共和党の公認で立候補して当選し、以後国会議員を3期務めたほか、国会商工委員長、国家保衛立法会議立法議員、中小企業中央会会長（1980〜1988年）、中央労働委員会委員、大韓赤十字社中央委員、全国更生保護委員中央会会長、世界中小企業連盟総裁を歴任した。
2010年1月4日、老衰により88歳で死去した。